# Österreichisches Wort des Jahres
Das Österreichische Wort des Jahres (oewort) wird seit 1999 gekürt. Die Trennung vom deutschen Wort des Jahres erfolgte, nachdem sich gezeigt hatte, dass bei der Wahl zum ursprünglich deutschsprachigen Wort und Unwort des Jahres immer mehr Wörter zur Auswahl standen, die von deutschen Politikern oder Medien geprägt wurden, zu Österreich dagegen keinen Bezug hatten.

## Auswahlverfahren und Jury
Initiiert wurde die Wahl von Rudolf Muhr, der 1996 die Forschungsstelle für Österreichisches Deutsch an der Karl-Franzens-Universität in Graz gegründet hatte. Wissenschaftlicher Wunsch war im Besonderen, die Entwicklung die Sprache im öffentlichen Raum zu verfolgen und zeitgeschichtlich zu dokumentieren.
Seither wird das Wort und Unwort des Jahres ermittelt, seit 2002 zusätzlich einen Spruch und seit 2006 einen Unspruch des Jahres. Seit 2010 wird auch ein Jugendwort des Jahres gekürt.
Anforderung an die Wörter bzw. Sprüche ist, dass diese im jeweiligen Jahr in Österreich nicht nur wichtig, häufig und von besonderer Bedeutung waren, sondern auch eine besondere sprachliche Qualität aufweisen.
Das Auswahlverfahren wird in mehreren Schritten durchgeführt. Anfang Herbst des laufenden Jahres kann die Öffentlichkeit über die Website des Wettbewerbs mehrere Vorschläge einsenden. Aus diesen Vorschlägen wählt die Jury Kandidatenwörter für die Kategorien aus. Diese werden einer öffentlichen Abstimmung unterzogen. Von den Ergebnissen der Abstimmung kann die Jury in Einzelfällen abweichen, wenn besondere Gründe vorliegen.
Im Jahr 2021 hatte die Jury elf Mitglieder, von denen sechs aus der Karl-Franzens-Universität und drei aus anderen Grazer Universitäten stammten. Die APA und der Public Relations Verband Austria stellten jeweils ein Mitglied.

## Gesamtübersicht
| Jahr | Wort des Jahres                                     | Unwort des Jahres            | Spruch des Jahres                                                                                        | Unspruch des Jahres | Jugendwort des Jahres   | Ortsname des Jahres |
| ---- | --------------------------------------------------- | ---------------------------- | --- | --- | ----------------------- | ------------------- |
| 2024 | Renaturierung                                       | Volkskanzler                 | „Lugner ist immörtal“                                                                                    | „Euer Wille geschehe“ | Heast                   |                     |
| 2023 | Kanzlermenü                                         | Klimaterroristen             | „Mit de Einmalzahlungen können s’ scheißen gehen.“ (Metallgewerkschafter Reinhold Binder)                | „Dann wäre Wien noch Wien.“ (niederösterreichischer Landesrat Gottfried Waldhäusl, FPÖ)                                  | Brakka                  |                     |
| 2022 | Inflation                                           | Energiekrise                 | „Das darf doch alles nicht wahr sein!“                                                                   | „Wenn wir jetzt so weitermachen, gibt es für euch nur zwei Entscheidungen nachher: Alkohol oder Psychopharmaka!“         | smash                   |                     |
| 2021 | Schattenkanzler                                     | Querdenker                   | „Eli, es ist vorbei!“                                                                                    | „Bitte. Kann ich ein Bundesland aufhetzen?“                                                                              | Cringe                  |                     |
| 2020 | Babyelefant                                         | Coronaparty                  | „Schleich di, du Oaschloch!“                                                                             | „Wir werden auch in Österreich bald die Situation haben, dass jeder irgendjemanden kennt, der an Corona verstorben ist.“ | Boomer                  |                     |
| 2019 | Ibiza                                               | b’soffene G’schicht          | „Nur Mut und etwas Zuversicht, wir kriegen das schon hin“                                                | „Zack, zack, zack“ | brexiten                |                     |
| 2018 | Schweigekanzler                                     | Datenschutzgrundverordnung   | „Was ist mit Ihnen, Frau Minister?!“                                                                     | „Man kann sicher von 150 Euro im Monat leben.“                                                                           | Oida                    |                     |
| 2017 | Vollholler                                          | alternative Fakten           | „Mei Wien is net deppat!“                                                                                | „Ein Satz noch …“ | Hallo, I bims!          |                     |
| 2016 | Bundespräsidentenstichwahlwiederholungsverschiebung | Öxit                         | „Bundespräsidentenwahl 2016–2019: Ich war dabei!“                                                        | „Sie werden sich noch wundern, was alles möglich ist!“                                                                   | Was ist das für 1 Life! | Wiener Hofburg      |
| 2015 | Willkommenskultur                                   | Besondere bauliche Maßnahmen | „Frankreich, wir kommen!“                                                                                | „Ich bin kein Rassist, aber …“                                                                                           | zach                    | Spielfeld           |
| 2014 | situationselastisch                                 | Negerkonglomerat             | „Jetzt hat uns die den Schaß gwonnen“                                                                    | „Das ist nicht jeden Freitag!“                                                                                           | Selfie                  |                     |
| 2013 | Frankschämen                                        | inländerfreundlich           | „Ich wähle die NSA, die interessieren sich wenigstens für mich!“                                         | „Es gibt kein Budgetloch. Es gibt nur Einnahmen und Ausgaben, die auseinanderklaffen.“                                   | whatsappen              |                     |
| 2012 | Rettungsgasse                                       | Unschuldsvermuteter          | „Ich trete nicht zurück, ich mache den Weg frei.“                                                        | „Das ist mir nicht erinnerlich!“                                                                                         | leider geil             |                     |
| 2011 | Euro-Rettungsschirm                                 | Töchtersöhne                 | „Shortly, without von delay.“                                                                            | „Wo woa mei Leistung?“                                                                                                   | liken                   |                     |
| 2010 | fremdschämen                                        | humane Abschiebung           | „Ich werde auf die Einhaltung des Defizits achten.“                                                      | „Es gilt die Unschuldsvermutung.“                                                                                        | Kabinenparty            |                     |
| 2009 | Audimaxismus                                        | Analogkäse                   | „Reiche Eltern für alle!“                                                                                | „Wer alt genug ist zum Stehlen, ist auch alt genug zum Sterben.“                                                         |                         |                     |
| 2008 | Lebensmensch                                        | Gewinnwarnung                | „Wir haben nur unsere Stärken trainiert, deswegen war das Training heute nach 15 Minuten abgeschlossen.“ | „Es reicht!“ |                         |                     |
| 2007 | Bundestrojaner                                      | Komasaufen                   | „The world in Vorarlberg is too small.“                                                                  | „Wir säubern Graz.“ |                         |                     |
| 2006 | Penthouse-Sozialismus                               | Ätschpeck                    | „Nimm ein Sackerl für mein Gackerl.“                                                                     | „Daham statt Islam.“ |                         |                     |
| 2005 | Schweigekanzler                                     | Negativzuwanderung           | „Österreich ist frei!“                                                                                   | |                         |                     |
| 2004 | Pensionsharmonisierung                              | Bubendummheiten              | | |                         |                     |
| 2003 | Hacklerregelung                                     | Besitzstandswahrer           | „Kinder statt Partys.“                                                                                   | |                         |                     |
| 2002 | Teuro                                               | Rücktritt vom Rücktritt      | „Bin schon weg – bin schon wieder da!“                                                                   | |                         |                     |
| 2001 | Nulldefizit                                         | nichtaufenthaltsverfestigt   | | |                         |                     |
| 2000 | Sanktionen                                          | soziale Treffsicherheit      | | |                         |                     |
| 1999 | Sondierungsgespräche                                | Schübling                    | | |                         |                     |

## Wort des Jahres
| Jahr | Wort des Jahres                                     | Erklärung | Erklärung |
| ---- | --------------------------------------------------- | --- | --- |
| 2024 | Renaturierung                                       | „Eine Maßnahme, mit der die Rückführung vor allem von landwirtschaftlich oder industriell genutzten Flächen und Gewässern in einen naturnahen Zustand bezeichnet wird. Zum Wort des Jahres wurde es durch das Abstimmungsergebnis. Es handelt sich dabei um ein politisch stark aufgeladenes Wort. Dies wurde ersichtlich durch den Umstand, dass die österreichische Umweltschutzministerin entscheidend dazu beigetragen hat, dass das Renaturierungsgesetz der EU verabschiedet wurde. Das führte seitens des Koalitionspartners zu Strafanzeigen und zur Behauptung, dass ein Verfassungsbruch vorliegen würde. Die ÖVP-Anzeige wurde von der WKStA allerdings zurückgelegt.“ | |
| 2023 | Kanzlermenü                                         | „In prägnanter und ironischer Weise fasst dieses Wort den Inhalt einer Aussage des österreichischen Bundeskanzlers Karl Nehammer zusammen, der bei einem Treffen mit Parteikolleg:innen meinte, dass in Österreich die billigste warme Mahlzeit ein Hamburger bei McDonalds sei und sich das jeder leisten könne. Er verstand das als Empfehlung für arme Familien, ihren Kindern einen Hamburger von McDonalds als Standardessen zu geben, weil dieser so billig sei, was medial großes Aufsehen und Unverständnis erregte.“ | |
| 2022 | Inflation                                           | „Die Preissteigerungen von 10% und mehr sind für die meisten Menschen ein neues und ungewohntes Phänomen, das durch die hohen Energiepreise und den Ukraine-Krieg verursacht wird und den Lebensstandard vieler Menschen massiv senkt. Aufgrund dieser Umstände ist dieses Wort in aller Munde und erhielt auch bei Weitem die meisten Stimmen.“ | |
| 2021 | Schattenkanzler                                     | „Ironischer Ausdruck, der nach dem Rücktritt von Bundeskanzler Kurz aufkam und unterstellt, dass Kurz als ÖVP-Parteiobmann weiterhin die Politik der Regierung bestimmen wird und nicht der neue Bundeskanzler Schallenberg. Zugleich drückt das Wort auch aus, dass über der derzeitigen Regierung ein Schatten liegt – bedingt durch die besonderen Umstände, unter denen der Kanzlerwechsel stattfand. Das Wort entstand in Anlehnung an die existierende Bezeichnung ‚Schattenkabinett‘.“ | |
| 2020 | Babyelefant                                         | Während der Corona-Pandemie wurde in einer durch die Werbeagentur Jung von Matt entwickelten Kampagne der Bundesregierung und des Roten Kreuzes als Maß für den Abstand, den Personen untereinander einhalten sollen (1–2 Meter), die Länge eines Elefantenbabys definiert. Als Muster diente das Jungtier Kibali aus dem Tiergarten Schönbrunn. | |
| 2019 | Ibiza                                               | „Der Name der spanischen Ferieninsel wurde durch die vom ‚Ibiza-Video‘ ausgelösten politischen Ereignisse zum zentralen politischen Schlüsselwort, das seit Mai 2019 das politisch-öffentliche Leben in Österreich dominiert hat und voraussichtlich weiter dominieren wird. Es ist angesichts dieser Ereignisse ein überaus treffendes Wort des Jahres, wobei ein geographischer Name durch politische Vorkommnisse eine spezifische Bedeutung für das öffentliche Leben Österreichs bekommen hat.“ | „Der Name der spanischen Ferieninsel wurde durch die vom ‚Ibiza-Video‘ ausgelösten politischen Ereignisse zum zentralen politischen Schlüsselwort, das seit Mai 2019 das politisch-öffentliche Leben in Österreich dominiert hat und voraussichtlich weiter dominieren wird. Es ist angesichts dieser Ereignisse ein überaus treffendes Wort des Jahres, wobei ein geographischer Name durch politische Vorkommnisse eine spezifische Bedeutung für das öffentliche Leben Österreichs bekommen hat.“ |
| 2018 | Schweigekanzler                                     | Bezugnehmend auf die wiederholte Vermeidung jedweder Reaktion auf politisch unangenehm erscheinende Themen bzw. auf Handlungen und Äußerungen von Politikern des Koalitionspartners FPÖ durch Sebastian Kurz. Siehe auch Schweigekanzler → 2005 | Bezugnehmend auf die wiederholte Vermeidung jedweder Reaktion auf politisch unangenehm erscheinende Themen bzw. auf Handlungen und Äußerungen von Politikern des Koalitionspartners FPÖ durch Sebastian Kurz. Siehe auch Schweigekanzler → 2005 |
| 2017 | Vollholler                                          | Reaktion von Bundeskanzler Christian Kern auf die Ankündigung von Außenminister Sebastian Kurz, die Mittelmeer-Fluchtroute zu schließen | Reaktion von Bundeskanzler Christian Kern auf die Ankündigung von Außenminister Sebastian Kurz, die Mittelmeer-Fluchtroute zu schließen |
| 2016 | Bundespräsidentenstichwahlwiederholungsverschiebung | satirische Darstellung des Dilemmas der Bundespräsidentenwahl 2016 | satirische Darstellung des Dilemmas der Bundespräsidentenwahl 2016 |
| 2015 | Willkommenskultur                                   | Einstellungen und Handlungen, die angesichts des Leids von Kriegsflüchtlingen helfen, dass diese wieder ein Leben in Sicherheit und Freiheit führen können | Einstellungen und Handlungen, die angesichts des Leids von Kriegsflüchtlingen helfen, dass diese wieder ein Leben in Sicherheit und Freiheit führen können |
| 2014 | situationselastisch                                 | Erklärung von Minister Gerald Klug zum möglichen Fernbleiben oder Erscheinen von Kanzler und Vizekanzler bei künftigen Pressefoyers nach dem Ministerrat im Februar 2014 | |
| 2013 | Frankschämen                                        | Es beschreibt das Befremden vieler Bürger über das Verhalten des spätberufenen Parteigründers Frank Stronach bei seinen öffentlichen Auftritten. Abgeleitet von Fremdschämen (→ 2010). | |
| 2012 | Rettungsgasse                                       | Neueinführung eines Fahrwegs für Rettungskräfte auf mehrspurigen Straßen | |
| 2011 | Euro-Rettungsschirm                                 | Maßnahmen der Europäischen Union und der Euro-Zone zur finanziellen Stabilität nach der Finanzkrise ab 2007 und insbesondere der Schuldenkrise | |
| 2010 | fremdschämen                                        | | |
| 2009 | Audimaxismus                                        | Entstand im Umfeld der Studierendenproteste in Österreich 2009 mit der Besetzung des Auditorium maximum der Universität Wien. | Entstand im Umfeld der Studierendenproteste in Österreich 2009 mit der Besetzung des Auditorium maximum der Universität Wien. |
| 2008 | Lebensmensch                                        | Stefan Petzner über das Verhältnis zum tödlich verunglückten Jörg Haider | Stefan Petzner über das Verhältnis zum tödlich verunglückten Jörg Haider |
| 2007 | Bundestrojaner                                      | | |
| 2006 | Penthouse-Sozialismus                               | Geprägt durch die BAWAG-Affäre | Geprägt durch die BAWAG-Affäre |
| 2005 | Schweigekanzler                                     | Besonders in den Medien verwendeter Beiname des damaligen Bundeskanzlers Wolfgang Schüssel | Besonders in den Medien verwendeter Beiname des damaligen Bundeskanzlers Wolfgang Schüssel |
| 2004 | Pensionsharmonisierung                              | Angleichung der unterschiedlichen Pensionssysteme von Angestellten, Selbständigen und Bauern | Angleichung der unterschiedlichen Pensionssysteme von Angestellten, Selbständigen und Bauern |
| 2003 | Hacklerregelung                                     | Ostösterreichisch Hackler für Schwerarbeiter, eine Pensionsregelung für Langzeitversicherte für Schwerarbeiter | Ostösterreichisch Hackler für Schwerarbeiter, eine Pensionsregelung für Langzeitversicherte für Schwerarbeiter |
| 2002 | Teuro                                               | Preissteigerungen infolge der Euro-Umstellung | Preissteigerungen infolge der Euro-Umstellung |
| 2001 | Nulldefizit                                         | Budgetziel der Sparpakete unter Schüssel | Budgetziel der Sparpakete unter Schüssel |
| 2000 | Sanktionen                                          | Als Folge der Regierungsbildung nach der Nationalratswahl | Als Folge der Regierungsbildung nach der Nationalratswahl |
| 1999 | Sondierungsgespräche                                | Bislang nicht übliche Vorverhandlungen bei der Regierungsbildung nach einer Nationalratswahl | Bislang nicht übliche Vorverhandlungen bei der Regierungsbildung nach einer Nationalratswahl |

## Unwort des Jahres
In Österreich wird das Unwort des Jahres seit 1999 ermittelt.
| Jahr | Unwort des Jahres            | Erklärung | Erklärung |
| ---- | ---------------------------- | --- | --- |
| 2024 | Volkskanzler                 | Selbstbezeichnung Herbert Kickls für den Fall, dass er der nächste Bundeskanzler wird. Im Duden des Jahres 1941 ist unter „Volkskanzler“ zu lesen: „Bezeichnung für Hitler zum Ausdruck der Verbundenheit zwischen Volk und Führer“. Zum Unwort des Jahres wird es durch den Rückgriff auf vergessen geglaubte Nazi-Terminologie, die Kickl quasi zum (neuen) Führer und die österreichische Bevölkerung zu seinem Volk stilisiert. | |
| 2023 | Klimaterroristen             | „Dieser stark abwertende Begriff gegenüber engagierten jungen Menschen, die sich dafür einsetzen, dass die offizielle Politik Maßnahmen gegen die Klimakatastrophe ergreift, ist quasi der Leitbegriff all jener, die an der derzeitigen Situation nichts verändern wollen bzw. von ihr profitieren.“ | |
| 2022 | Energiekrise                 | „Das Wort bezeichnet die vermeintliche Ursache für den enormen Anstieg der Preise für Gas, Öl und Strom, bedingt durch die angebliche Verknappung dieser Energieträger in der Folge des russischen Angriffskrieges auf die Ukraine. Zum Unwort wird es durch den ständigen Hinweis auf die Verknappung der Rohstoffe die unkontrolliert hohen Gewinne der Energiekonzerne verschleiert werden.“ | |
| 2021 | Querdenker                   | „Ursprünglich positiv besetzte Bezeichnung für Personen, die unkonventionell denken. Heute sind in dieser neuen Gruppe von Querdenkern jedoch überwiegend Coronaleugner, Impfverweigerer und Verschwörungstheoretiker zu finden. Der Begriff leitete sich ursprünglich vom Begriff ‚Quereinsteiger‘ ab und war mit der Bedeutung ‚kritischer Geist‘ verbunden. Im Kontext der derzeitigen Pandemie hat das Wort jedoch hauptsächlich die Bedeutung ‚Querkopf/Wirrkopf‘ (ohne fundierte Meinung) angenommen und bezeichnet als Eigen- und Fremdbezeichnung Personen, die die Ergebnisse der Wissenschaft negieren bzw. sich über diesen stehend betrachten.“ | |
| 2020 | Coronaparty                  | Die Feiern bzw. Treffen, die wegen der in der Corona-Pandemie verbotenen öffentlichen Zusammenkünfte größerer Personengruppen im privaten Bereich abgehalten wurden, wurden immer wieder als große Corona-Verbreiter kritisiert. | |
| 2019 | b’soffene G’schicht          | „eine typisch österreichische Verharmlosung, mit der Aussagen – konkret im ‚Ibiza-Video‘ – zu Parteispenden und potenziell gesetzeswidrigen Deals heruntergespielt werden sollen“ | „eine typisch österreichische Verharmlosung, mit der Aussagen – konkret im ‚Ibiza-Video‘ – zu Parteispenden und potenziell gesetzeswidrigen Deals heruntergespielt werden sollen“ |
| 2018 | Datenschutzgrundverordnung   | Verordnung der Europäischen Union für die an sich wichtige Zielsetzung des Schutzes der privaten elektronischen Daten mit mangelhafter Umsetzung | Verordnung der Europäischen Union für die an sich wichtige Zielsetzung des Schutzes der privaten elektronischen Daten mit mangelhafter Umsetzung |
| 2017 | Alternative Fakten           | Wortschöpfung der US-Regierung zur Verschleierung von falschen Aussagen eines Amtsträgers | Wortschöpfung der US-Regierung zur Verschleierung von falschen Aussagen eines Amtsträgers |
| 2016 | Öxit                         | Diese Bezeichnung wurde im Rahmen der Bundespräsidentenwahl für einen möglichen Austritt Österreichs aus der Europäischen Union verwendet. | Diese Bezeichnung wurde im Rahmen der Bundespräsidentenwahl für einen möglichen Austritt Österreichs aus der Europäischen Union verwendet. |
| 2015 | Besondere bauliche Maßnahmen | Dieser Euphemismus aus dem Munde der früheren Innenministerin Johanna Mikl-Leitner (ÖVP) ist der direkte Gegenbegriff zum Wort des Jahres. Er bezeichnet in Wirklichkeit einen kilometerlangen Zaun an der slowenischen Grenze. | Dieser Euphemismus aus dem Munde der früheren Innenministerin Johanna Mikl-Leitner (ÖVP) ist der direkte Gegenbegriff zum Wort des Jahres. Er bezeichnet in Wirklichkeit einen kilometerlangen Zaun an der slowenischen Grenze. |
| 2014 | Negerkonglomerat             | Andreas Mölzer bezeichnete die Europäische Union in einer Europawahlkampfrede als solches, aufgrund eines seiner Meinung nach zunehmenden Chaos in der EU. | |
| 2013 | inländerfreundlich           | Dieses Wort wurde von einer wahlwerbenden Partei (FPÖ) als verkapptes Synonym für „ausländerfeindlich“ verwendet. | |
| 2012 | Unschuldsvermuteter          | Abgeleitet von der Phrase „Es gilt die Unschuldsvermutung“, die aufgrund zahlreicher Korruptionsfälle häufig in den Medien zu lesen war. „Die Phrase wurde zuerst zu einem Adjektiv verkürzt und dann in ein Nomen umgewandelt, das in kürzestmöglicher Weise den negativen Sachverhalt der juristischen Schuld andeutet. Damit bewirkt es einerseits eine Vorverurteilung, verschleiert diesen Umstand jedoch zugleich, weil ja ausgedrückt wird, dass es sich um einen Unschuldigen handelt.“ | |
| 2011 | Töchtersöhne                 | Die Verkürzung der neu formulierten Zeile „Heimat großer Töchter, Söhne“ der österreichischen Bundeshymne stellte eine sprachlich sehr unglückliche Formulierung dar, da damit unbeabsichtigt die von Töchtern geborenen männlichen Enkel gemeint sein können. Der mangelhaft gestaltete Vers war Anlass dafür, dass von verschiedenen Seiten ein Anliegen der Frauen in Zweifel gezogen wurde. Es sind die mangelhafte sprachliche Form und die damit verbundenen Reaktionen, die den Ausdruck zu einem Unwort machen. Die umstrittene Wortfolge wurde im November 2011 in „Heimat großer Töchter und Söhne“ abgeändert und anschließend beschlossen. | Die Verkürzung der neu formulierten Zeile „Heimat großer Töchter, Söhne“ der österreichischen Bundeshymne stellte eine sprachlich sehr unglückliche Formulierung dar, da damit unbeabsichtigt die von Töchtern geborenen männlichen Enkel gemeint sein können. Der mangelhaft gestaltete Vers war Anlass dafür, dass von verschiedenen Seiten ein Anliegen der Frauen in Zweifel gezogen wurde. Es sind die mangelhafte sprachliche Form und die damit verbundenen Reaktionen, die den Ausdruck zu einem Unwort machen. Die umstrittene Wortfolge wurde im November 2011 in „Heimat großer Töchter und Söhne“ abgeändert und anschließend beschlossen. |
| 2010 | humane Abschiebung           | Der Umstand, dass eine Abschiebung von Menschen ins Ausland einen Akt staatlicher Gewaltausübung darstellt und damit nicht human sei, insbesondere, wenn sie Kinder betreffe, mache diesen Begriff widersprüchlich und damit sowohl aus sprachlicher, wie auch aus sachlicher Sicht zum Unwort. Er verschleiere die zuletzt häufig erfolgte Abschiebung von gut integrierten Zuwandern, denen die Fremdengesetze entgegenstehen, und gehe auf die Innenministerin zurück, die im Oktober 2010 angekündigt hat, dass sie veranlasst habe, Abschiebungen humaner zu gestalten. | Der Umstand, dass eine Abschiebung von Menschen ins Ausland einen Akt staatlicher Gewaltausübung darstellt und damit nicht human sei, insbesondere, wenn sie Kinder betreffe, mache diesen Begriff widersprüchlich und damit sowohl aus sprachlicher, wie auch aus sachlicher Sicht zum Unwort. Er verschleiere die zuletzt häufig erfolgte Abschiebung von gut integrierten Zuwandern, denen die Fremdengesetze entgegenstehen, und gehe auf die Innenministerin zurück, die im Oktober 2010 angekündigt hat, dass sie veranlasst habe, Abschiebungen humaner zu gestalten. |
| 2009 | Analogkäse                   | Hierbei handelt es sich aus sprachlicher wie auch aus sachlicher Sicht um ein Unwort, da es für einen Etikettenschwindel steht. Das damit bezeichnete Produkt hat mit Käse nichts zu tun […]. Sprachlich wird jedoch aufgrund der deutschen Wortbildungsregeln der Eindruck erweckt, dass es sich doch um „Käse“ handelt. | Hierbei handelt es sich aus sprachlicher wie auch aus sachlicher Sicht um ein Unwort, da es für einen Etikettenschwindel steht. Das damit bezeichnete Produkt hat mit Käse nichts zu tun […]. Sprachlich wird jedoch aufgrund der deutschen Wortbildungsregeln der Eindruck erweckt, dass es sich doch um „Käse“ handelt. |
| 2008 | Gewinnwarnung                | Das Wort verschleiert den wahren Sachverhalt, da es nicht eine Warnung vor Gewinnen meint, sondern das Vermelden verminderter Gewinne oder von Verlusten. Es steht somit für die undurchsichtigen Vorgänge der Finanz- und Bankenwelt. | Das Wort verschleiert den wahren Sachverhalt, da es nicht eine Warnung vor Gewinnen meint, sondern das Vermelden verminderter Gewinne oder von Verlusten. Es steht somit für die undurchsichtigen Vorgänge der Finanz- und Bankenwelt. |
| 2007 | Komasaufen                   | Ausdruck der Skandalisierung einer negativen gesellschaftlichen und sozialen Entwicklung und trägt zur Stigmatisierung der Opfer bei. | Ausdruck der Skandalisierung einer negativen gesellschaftlichen und sozialen Entwicklung und trägt zur Stigmatisierung der Opfer bei. |
| 2006 | Ätschpeck                    | Beim Wort selbst handelt es sich um eine sprachliche Neubildung, die neben dem verspottenden „ätsch“ auch das unklare Element „peck“ enthält. Dieses erweckt Assoziationen zu so unterschiedlichen Begriffen wie „Speck“, „pecken“, „Packet“ und „Package“, was zusätzliche Irritationen erzeugt. Der Begriff steht für die zunehmende Aggressivität in der Werbung und in der Gesellschaft. | Beim Wort selbst handelt es sich um eine sprachliche Neubildung, die neben dem verspottenden „ätsch“ auch das unklare Element „peck“ enthält. Dieses erweckt Assoziationen zu so unterschiedlichen Begriffen wie „Speck“, „pecken“, „Packet“ und „Package“, was zusätzliche Irritationen erzeugt. Der Begriff steht für die zunehmende Aggressivität in der Werbung und in der Gesellschaft. |
| 2005 | Negativzuwanderung           | Ein Unwort, da es in mehrfacher Weise den gemeinten Inhalt verhüllt. Es drückt einerseits einen deutlichen Widerspruch in sich aus, da Zuwanderung eine Vermehrung der Bevölkerung bedeutet, die hier aber mit dem verneinenden Wortelement in ihr Gegenteil verkehrt wird. Das Wort Negativzuwanderung kann auf diese Weise verhüllend zum Ausdruck des Wunsches nach Abwanderung unerwünschter Personen in deren Heimatländer verwendet werden. Es ist darüber hinaus noch in anderer Hinsicht mehrdeutig, da damit auch gemeint sein kann, dass es eine negativ zu bewertende Form von Zuwanderung gibt. Das Wort steht in einer langen Reihe von Neubildungen technisch-bürokratischer Herkunft, die alle mit dem Element „negativ“ gebildet werden (Negativkapital, Negativwachstum usw.). | Ein Unwort, da es in mehrfacher Weise den gemeinten Inhalt verhüllt. Es drückt einerseits einen deutlichen Widerspruch in sich aus, da Zuwanderung eine Vermehrung der Bevölkerung bedeutet, die hier aber mit dem verneinenden Wortelement in ihr Gegenteil verkehrt wird. Das Wort Negativzuwanderung kann auf diese Weise verhüllend zum Ausdruck des Wunsches nach Abwanderung unerwünschter Personen in deren Heimatländer verwendet werden. Es ist darüber hinaus noch in anderer Hinsicht mehrdeutig, da damit auch gemeint sein kann, dass es eine negativ zu bewertende Form von Zuwanderung gibt. Das Wort steht in einer langen Reihe von Neubildungen technisch-bürokratischer Herkunft, die alle mit dem Element „negativ“ gebildet werden (Negativkapital, Negativwachstum usw.). |
| 2004 | Bubendummheiten              | Im Priesterseminar der Diözese St. Pölten hatte ein Priesteramtsanwärter im Herbst 2003 kinderpornografische Fotos aus dem Internet geladen. In der Folge kursierende Gerüchte über homosexuelle Beziehungen im Priesterseminar wurden später bestätigt. Der Ortsbischof der Diözese, Kurt Krenn, bezeichnete die Vorgänge im Priesterseminar öffentlich als „Bubendummheiten“. Im weiteren Verlauf untersuchte ein Apostolischer Visitator die Vorgänge im Priesterseminar und Bischof Krenn trat am 29. September 2004 von seinem Amt zurück. | Im Priesterseminar der Diözese St. Pölten hatte ein Priesteramtsanwärter im Herbst 2003 kinderpornografische Fotos aus dem Internet geladen. In der Folge kursierende Gerüchte über homosexuelle Beziehungen im Priesterseminar wurden später bestätigt. Der Ortsbischof der Diözese, Kurt Krenn, bezeichnete die Vorgänge im Priesterseminar öffentlich als „Bubendummheiten“. Im weiteren Verlauf untersuchte ein Apostolischer Visitator die Vorgänge im Priesterseminar und Bischof Krenn trat am 29. September 2004 von seinem Amt zurück. |
| 2003 | Besitzstandswahrer           | | |
| 2002 | der Rücktritt vom Rücktritt  | Gemeint ist Jörg Haider | Gemeint ist Jörg Haider |
| 2001 | nichtaufenthaltsverfestigt   | | |
| 2000 | soziale Treffsicherheit      | | |
| 1999 | Schübling                    | Bezeichnung einer Person in Abschiebehaft | Bezeichnung einer Person in Abschiebehaft |

## Spruch des Jahres
| Jahr | Spruch des Jahres                                                                                        | Erklärung | Erklärung |
| ---- | --- | --- | --- |
| 2024 | „Lugner ist immörtal“                                                                                    | | |
| 2023 | „Mit de Einmalzahlungen können s’ scheißen gehen.“                                                       | Der Metallgewerkschafter Reinhold Binder drückte seine Meinung zu den Gehaltsangeboten der Arbeitgeber sehr drastisch aus. Nach einer Reihe von Warnstreiks und weiteren Verhandlungsrunden hat sich mittlerweile jedoch für alle ein akzeptabler Lohnabschluss ergeben. | |
| 2022 | „Das darf doch alles nicht wahr sein“                                                                    | „Unser HBP produziert zuverlässig Jahr für Jahr positive Sprüche. Das ist wohl vor allem auf die lange Liste von Affären und Regierungswechseln zurückzuführen, die Österreich seit mehreren Jahren beschäftigen. Der aktuelle Spruch ist Teil seiner Rede über die Korruption bei Postenbesetzungen nach Bekanntwerden der Aussagen von Thomas Schmid bei der Wirtschafts- und Korruptionsstaatsanwaltschaft. Er hält die Korruption für eine große Gefahr für die Demokratie.“                                        | |
| 2021 | „Eli, es ist vorbei!“                                                                                    | Ausspruch von Ex-Neos Chef Mathias Strolz an Ministerin Köstinger (ÖVP) gerichtet, die in der TV-Sendung Im Zentrum Ex-Bundeskanzler Kurz nach dessen Rücktritt wortreich verteidigt hatte. | |
| 2020 | „Schleich di, du Oaschloch!“                                                                             | Beim Terroranschlag am 2. November 2020 in Wien soll ein unbekannter Anrainer dem Terroristen diesen Satz vom Fenster aus nachgeschrien haben. Dies ist auf einem Handyvideo zwar nicht genau zu hören, wurde aber so wiedergegeben und mit dem Hashtag #schleichdiduoaschloch sofort als positives Motto aufgegriffen. Der Satz wurde auch auf T-Shirts gedruckt, womit Spenden gesammelt wurden. | |
| 2019 | „Nur Mut und etwas Zuversicht, wir kriegen das schon hin“                                                | „Klare und ermutigende Aussage von Bundespräsident Van der Bellen in seiner Rede am 21. Mai 2019 anlässlich des Ibiza-Skandals, der das politische Leben Österreichs erschütterte. Seine Aussage trug wesentlich zur Beruhigung des politischen Chaos nach dem Ibiza-Skandal bei.“ | „Klare und ermutigende Aussage von Bundespräsident Van der Bellen in seiner Rede am 21. Mai 2019 anlässlich des Ibiza-Skandals, der das politische Leben Österreichs erschütterte. Seine Aussage trug wesentlich zur Beruhigung des politischen Chaos nach dem Ibiza-Skandal bei.“     |
| 2018 | „Was ist mit Ihnen, Frau Minister?!“                                                                     | Ungläubige Frage des damaligen NEOS-Vorsitzenden und Klubobmanns Matthias Strolz über die Abschaffung des Nichtraucherschutzgesetzes von Gesundheits- und Sozialministerin Beate Hartinger-Klein | Ungläubige Frage des damaligen NEOS-Vorsitzenden und Klubobmanns Matthias Strolz über die Abschaffung des Nichtraucherschutzgesetzes von Gesundheits- und Sozialministerin Beate Hartinger-Klein                                                                                       |
| 2017 | „Mei Wien is net deppat!“                                                                                | Aussage des Wiener Bürgermeisters Michael Häupl zum positiven Ergebnis der SPÖ in Wien bei der Nationalratswahl 2017, angelehnt an einen Kultsatz von Mundl | Aussage des Wiener Bürgermeisters Michael Häupl zum positiven Ergebnis der SPÖ in Wien bei der Nationalratswahl 2017, angelehnt an einen Kultsatz von Mundl |
| 2016 | „Bundespräsidentenwahl 2016–2019: Ich war dabei!“                                                        | satirische Darstellung des Dilemmas der Bundespräsidentenwahl 2016 | satirische Darstellung des Dilemmas der Bundespräsidentenwahl 2016 |
| 2015 | „Frankreich, wir kommen!“                                                                                | Marcel Koller in einer Pressekonferenz, nachdem sich Österreich für die EM-Endrunde in Frankreich 2016 qualifiziert hat | |
| 2014 | „Jetzt hat uns die den Schaß gwonnen“                                                                    | Die überraschte Reaktion des ORF-Moderators Andi Knoll, als Conchita Wurst den Eurovision Song Contest 2014 für Österreich gewann. Das zugrundeliegende Alkbottle-Zitat aus Guten Morgen Düsseldorf wurde in Willkommen Österreich von Christoph Grissemann als Nadine Beiler im Vorfeld des ESC 2011 laufend parodiert. Nach dem Teilnahmeverzicht von Österreich beim Eurovision Song Contest 2006 nahm die fehlende Ernstnahme des Song Contests seitens des ORF, die das Soundbite repräsentierte, erst langsam ab. | |
| 2013 | „Ich wähle die NSA, die interessieren sich wenigstens für mich!“                                         | Ironische Reaktion vieler Menschen auf die Kluft zwischen Politikern und Bürgern in Anlehnung an die Überwachungs- und Spionageaffäre der National Security Agency (NSA). | |
| 2012 | „Ich trete nicht zurück, ich mache den Weg frei.“                                                        | Kommentar der Grünen-Politikerin Gabriela Moser zu ihrem Rücktritt als Vorsitzende des Untersuchungsausschusses zur Klärung von Korruptionsvorwürfen. | |
| 2011 | „Shortly, without von delay.“                                                                            | Verkürzter Ausspruch von Finanzministerin Maria Fekter. Diese sagte nach einer EU-Krisensitzung zur Schuldenkrise am 13. Juli 2011 zu Journalisten: „Die Zeit, die wir uns gegeben haben, ist shortly. Und auf Ihre Frage, was das heißt, sage ich Ihnen: shortly, without von delay.“ | Verkürzter Ausspruch von Finanzministerin Maria Fekter. Diese sagte nach einer EU-Krisensitzung zur Schuldenkrise am 13. Juli 2011 zu Journalisten: „Die Zeit, die wir uns gegeben haben, ist shortly. Und auf Ihre Frage, was das heißt, sage ich Ihnen: shortly, without von delay.“ |
| 2010 | „Ich werde auf die Einhaltung des Defizits achten.“                                                      | Finanzminister Josef Pröll am 24. November 2010 in einer ORF-Nachrichtensendung | Finanzminister Josef Pröll am 24. November 2010 in einer ORF-Nachrichtensendung |
| 2009 | „Reiche Eltern für alle!“                                                                                | Einer der Slogans während der Studierendenproteste 2009 | |
| 2008 | „Wir haben nur unsere Stärken trainiert, deswegen war das Training heute nach 15 Minuten abgeschlossen.“ | Teamchef Josef Hickersberger bei einer Pressekonferenz während der EURO 2008 | |
| 2007 | „The world in Vorarlberg is too small.“                                                                  | Aus einem Bewerbungsschreiben des ehemaligen Vizekanzlers Hubert Gorbach | |
| 2006 | „Nimm ein Sackerl für mein Gackerl.“                                                                     | Aus einem Werbeplakat für eigenverantwortliche Entfernung von Hundekot | |
| 2005 | „Österreich ist frei!“                                                                                   | Mythisierung des österreichischen Staatsvertrages | Mythisierung des österreichischen Staatsvertrages |
| 2004 | kein Spruch des Jahres gekürt                                                                            | — | — |
| 2003 | „Kinder statt Partys.“                                                                                   | Nach einem Ausspruch der damaligen Ministerin Elisabeth Gehrer | Nach einem Ausspruch der damaligen Ministerin Elisabeth Gehrer |
| 2002 | „Bin schon weg – bin schon wieder da!“                                                                   | Nach mehreren Rücktrittsankündigungen Jörg Haiders | Nach mehreren Rücktrittsankündigungen Jörg Haiders |

## Un-Spruch des Jahres
| Jahr | Unspruch des Jahres | Erklärung | Erklärung |
| ---- | --- | --- | --- |
| 2024 | „Euer Wille geschehe“ (Kickl)                                                                                             | Abgewandeltes Zitat aus dem Gebet Vaterunser, das Herbert Kickl (FPÖ) im Wahlkampf verwendet und sich damit (unter Protest der katholischen Kirche) quasi eine religiöse Aura geschaffen hat. Es ist die missbräuchliche Verwendung eines religiösen Textes für parteipolitische Zwecke, die ideelle Fortsetzung des Begriffs „Volkskanzler“ und gleichzeitig eine Anmaßung, indem ihm selbst Gottgleichheit unterstellt wird. All das macht den Wahlkampfslogan zum Unspruch des Jahres. | Abgewandeltes Zitat aus dem Gebet Vaterunser, das Herbert Kickl (FPÖ) im Wahlkampf verwendet und sich damit (unter Protest der katholischen Kirche) quasi eine religiöse Aura geschaffen hat. Es ist die missbräuchliche Verwendung eines religiösen Textes für parteipolitische Zwecke, die ideelle Fortsetzung des Begriffs „Volkskanzler“ und gleichzeitig eine Anmaßung, indem ihm selbst Gottgleichheit unterstellt wird. All das macht den Wahlkampfslogan zum Unspruch des Jahres. |
| 2023 | „Dann wäre Wien noch Wien.“                                                                                               | „Aussage des niederösterreichischen Landesrates Gottfried Waldhäusl (FPÖ) gegenüber einer jugendlichen Zuwanderin, die meinte, was Wien ohne die vielen Zuwanderer wäre. Er hat damit in sehr eindeutiger Weise die Ablehnung der Zuwanderer zum Ausdruck gebracht.“ *Hinweis der Jury: „Da das Wort des Jahres bereits auf die Aussage des Bundeskanzlers Bezug nimmt, wurde – um eine Doppelung zu vermeiden – der zweitgereihte Unspruch an die erste Stelle gesetzt.“                 | „Aussage des niederösterreichischen Landesrates Gottfried Waldhäusl (FPÖ) gegenüber einer jugendlichen Zuwanderin, die meinte, was Wien ohne die vielen Zuwanderer wäre. Er hat damit in sehr eindeutiger Weise die Ablehnung der Zuwanderer zum Ausdruck gebracht.“ *Hinweis der Jury: „Da das Wort des Jahres bereits auf die Aussage des Bundeskanzlers Bezug nimmt, wurde – um eine Doppelung zu vermeiden – der zweitgereihte Unspruch an die erste Stelle gesetzt.“                 |
| 2022 | „Wenn wir jetzt so weitermachen, gibt es für euch nur zwei Entscheidungen nachher: Alkohol oder Psychopharmaka!“          | „Dass ein Bundeskanzler und Parteivorsitzender seinen ZuhörerInnen auf offener Bühne Alkohol oder Psychopharmaka als Konsequenz der Lage in Aussicht stellt, ist üblicherweise nicht Teil des Rollenbildes dieses Amtes und macht die Aussage nicht zuletzt wegen ihrer Breitenwirkung zum Unspruch des Jahres.“ | „Dass ein Bundeskanzler und Parteivorsitzender seinen ZuhörerInnen auf offener Bühne Alkohol oder Psychopharmaka als Konsequenz der Lage in Aussicht stellt, ist üblicherweise nicht Teil des Rollenbildes dieses Amtes und macht die Aussage nicht zuletzt wegen ihrer Breitenwirkung zum Unspruch des Jahres.“ |
| 2021 | „Bitte. Kann ich ein Bundesland aufhetzen!“                                                                               | „Aussage von Ex-Kanzler Kurz 2017 in einem Chat mit dem Generalsekretär des Finanzministeriums Thomas Schmid. Es ging darum, die geplante Milliarde für die Förderung der Kinderbetreuung durch die Regierung Kern/Mitterlehner zu verhindern. Die Absicht dahinter war, Mitterlehner schlecht dastehen zu lassen, damit Kurz selbst die Macht in der ÖVP übernehmen kann. Dabei nahm er als amtierender Außenminister in Kauf, dass er damit seiner eigenen Partei Schaden zufügt.“      | „Aussage von Ex-Kanzler Kurz 2017 in einem Chat mit dem Generalsekretär des Finanzministeriums Thomas Schmid. Es ging darum, die geplante Milliarde für die Förderung der Kinderbetreuung durch die Regierung Kern/Mitterlehner zu verhindern. Die Absicht dahinter war, Mitterlehner schlecht dastehen zu lassen, damit Kurz selbst die Macht in der ÖVP übernehmen kann. Dabei nahm er als amtierender Außenminister in Kauf, dass er damit seiner eigenen Partei Schaden zufügt.“      |
| 2020 | „Wir werden auch in Österreich bald die Situation haben, dass jeder irgend jemanden kennt, der an Corona verstorben ist.“ | Am 30. März 2020 sagte ehemaliger Bundeskanzler Sebastian Kurz in einem Interview für den ORF diesen Satz als Warnung, die Corona-Maßnahmen einzuhalten. Er wurde wegen dieser Übertreibung kritisiert, da sich die Todeszahlen nicht so entwickelten. Als es Ende November/Anfang Dezember, während der zweiten Welle, über 100 Tote am Tag durch Corona gab, bekräftigte er diesen Satz in einem ZIB-Interview.                                                                         | Am 30. März 2020 sagte ehemaliger Bundeskanzler Sebastian Kurz in einem Interview für den ORF diesen Satz als Warnung, die Corona-Maßnahmen einzuhalten. Er wurde wegen dieser Übertreibung kritisiert, da sich die Todeszahlen nicht so entwickelten. Als es Ende November/Anfang Dezember, während der zweiten Welle, über 100 Tote am Tag durch Corona gab, bekräftigte er diesen Satz in einem ZIB-Interview.                                                                         |
| 2019 | „Zack, zack, zack“ | „Zentrale Formulierung von Heinz Christian Strache im ‚Ibiza-Video‘, mit dem dieser seine Vorgangsweise charakterisierte, die er bei der Entfernung missliebiger Journalisten der Kronen Zeitung nach deren Übernahme durch Oligarchen anzuwenden gedachte. Der Ausdruck entwickelte sich zum geflügelten Wort und hat sich innerhalb kürzester Zeit in einer neuen Bedeutung stark im allgemeinen österreichischen Sprachgebrauch verbreitet.“                                           | „Zentrale Formulierung von Heinz Christian Strache im ‚Ibiza-Video‘, mit dem dieser seine Vorgangsweise charakterisierte, die er bei der Entfernung missliebiger Journalisten der Kronen Zeitung nach deren Übernahme durch Oligarchen anzuwenden gedachte. Der Ausdruck entwickelte sich zum geflügelten Wort und hat sich innerhalb kürzester Zeit in einer neuen Bedeutung stark im allgemeinen österreichischen Sprachgebrauch verbreitet.“                                           |
| 2018 | „Man kann sicher von 150 Euro im Monat leben.“                                                                            | Aussage der Sozialministerin Beate Hartinger-Klein in einem Fernsehinterview über die geplante Kürzung der Mindestsicherung | Aussage der Sozialministerin Beate Hartinger-Klein in einem Fernsehinterview über die geplante Kürzung der Mindestsicherung |
| 2017 | „Ein Satz noch …“ | Aussage der Diskutanten an den zahlreichen Fernsehduellen zur Nationalratswahl zur Einleitung von langen Wortbeiträgen | Aussage der Diskutanten an den zahlreichen Fernsehduellen zur Nationalratswahl zur Einleitung von langen Wortbeiträgen |
| 2016 | „Sie werden sich noch wundern, was alles möglich ist!“                                                                    | Norbert Hofer im Wahlkampf zur Bundespräsidentenwahl 2016 | Norbert Hofer im Wahlkampf zur Bundespräsidentenwahl 2016 |
| 2015 | „Ich bin kein Rassist, aber …“                                                                                            | Lippenbekenntnis, das in der Regel eine abwertende, negative oder rassistische Äußerung einleitet. | Lippenbekenntnis, das in der Regel eine abwertende, negative oder rassistische Äußerung einleitet. |
| 2014 | „Das ist nicht jeden Freitag!“                                                                                            | Ex-Justizministerin Claudia Bandion-Ortner und stellvertretende Generalsekretärin des internationalen König-Abdullah-Zentrums für interreligiösen und interkulturellen Dialog über öffentliche Hinrichtungen in Saudi-Arabien. | Ex-Justizministerin Claudia Bandion-Ortner und stellvertretende Generalsekretärin des internationalen König-Abdullah-Zentrums für interreligiösen und interkulturellen Dialog über öffentliche Hinrichtungen in Saudi-Arabien. |
| 2013 | „Es gibt kein Budgetloch. Es gibt nur Einnahmen und Ausgaben, die auseinanderklaffen.“                                    | Mit dieser Aussage bagatellisierte der Wiener Bürgermeister Michael Häupl den nach der Nationalratswahl 2013 plötzlich aufgetretenen, enormen Fehlbetrag im Staatshaushalt. | Michael Häupl |
| 2012 | „Das ist mir nicht erinnerlich“                                                                                           | Häufig während Sitzungen des Untersuchungsausschusses zur Klärung von Korruptionsvorwürfen zu hören | Häufig während Sitzungen des Untersuchungsausschusses zur Klärung von Korruptionsvorwürfen zu hören |
| 2011 | „Wo woa mei Leistung?“ | Walter Meischberger | Walter Meischberger |
| 2010 | „Es gilt die Unschuldsvermutung.“                                                                                         | „Die hohe Anzahl von Affären und die diesbezüglichen Berichte, die mit der immer gleichen Formulierung enden, seien für viele ‚irritierend und machen den Spruch aus sachlicher Sicht zum Unspruch‘.“ | „Die hohe Anzahl von Affären und die diesbezüglichen Berichte, die mit der immer gleichen Formulierung enden, seien für viele ‚irritierend und machen den Spruch aus sachlicher Sicht zum Unspruch‘.“ |
| 2009 | „Wer alt genug ist zum Stehlen, ist auch alt genug zum Sterben.“                                                          | Originalzitat: „Wer alt genug zum Einbrechen ist, ist auch alt genug zum Sterben […]“. Aus einem Kommentar des Kolumnisten Michael Jeannée in der Kronen Zeitung, nachdem ein Polizist am 5. August 2009 einen 14-jährigen Einbrecher erschossen hatte. | Originalzitat: „Wer alt genug zum Einbrechen ist, ist auch alt genug zum Sterben […]“. Aus einem Kommentar des Kolumnisten Michael Jeannée in der Kronen Zeitung, nachdem ein Polizist am 5. August 2009 einen 14-jährigen Einbrecher erschossen hatte. |
| 2008 | „Es reicht!“ | Vizekanzler Wilhelm Molterer bei der Ankündigung der Neuwahlen | Vizekanzler Wilhelm Molterer bei der Ankündigung der Neuwahlen |
| 2007 | „Wir säubern Graz.“ | Aus einem Wahlkampf-Slogan des BZÖ | Aus einem Wahlkampf-Slogan des BZÖ |
| 2006 | „Daham statt Islam.“ | Wahlkampf-Slogan der FPÖ | Wahlkampf-Slogan der FPÖ |

## Jugendwort des Jahres
| Jahr | Jugendwort des Jahres  | Erklärung | weitere Kandidaten |
| ---- | ---------------------- | --- | --- |
| 2024 | Heast                  | Dieses gesprächseinleitende Füllwort, das auch die Bedeutung einer Aufforderung mit vielen Bedeutungsnuancen haben kann, wurde von den Jugendlichen quasi reaktiviert. Es war im alltäglichen österreichischen Sprachgebrauch immer schon vorhanden, hat aber unter den Jugendlichen eine neue Aktualität erlangt, wobei damit das Universalwort „Oida“ (Alter) in manchen Zusammenhängen ersetzt wird. Es ist neuerdings vor allem im Großraum Wien in Gebrauch. | cooked, Aura |
| 2023 | Brakka                 | „‚Brakka‘ steht an sich schlicht für ‚Hose‘. Allerdings kommt der Begriff immer in Kombination mit einem Adjektiv vor: Unterschieden wird zwischen einer ‚normalen Brakka‘ und einer ‚skinny Brakka‘ (hauteng). Das Wort hat seinen Ursprung in einem TikTok-Video und wird seither häufig verwendet, vor allem für Hosen, aber auch einfach als lustiges Füllwort für andere Gegenstände und sogar Menschen.“                                                    | side-eye, delulu |
| 2022 | smash                  | Dieser Begriff wird vor allem als Verb („smashen“) benutzt und bedeutet so viel wie „mit jemandem etwas anfangen“, „jemanden abschleppen“ oder auch „mit jemandem Sex haben“. Gleichzeitig scheint es einen Bedeutungswandel durchlaufen zu haben und als Adjektiv die Stelle von Verstärkungswörtern wie „geil“, „super“, „klasse“ einzunehmen. | slay, stabil, safe, same, Digga, sus, Bro, pass |
| 2021 | Cringe                 | „Das Wort steht für ‚peinlich‘, ‚fremdschämen‘. Es ist zugleich Jugendwort des Jahres in Deutschland und eine Entlehnung aus dem Englischen, was ein Hinweis auf die weiterhin ungebrochene Internationalisierung und Amerikanisierung der Jugendkultur ist.“ | Geringverdiener, gaeistig, same, sheesh, Sus, flexen, lit |
| 2020 | Boomer                 | Person geboren während der Babyboomphase zwischen Mitte der 1950er und Ende der 1960er. Charakteristisch eher konservative Weltanschauung, die Probleme, Ideen und Weltvorstellungen der Jugend nicht verstehend und mit dem Internet und technischen Neuerungen oft ablehnend gegenüberstehend. | lost, ghosten, nice, cringe, weird, no front |
| 2019 | brexiten               | „Originelle Neuschöpfung in der Bedeutung ‚Sagen, dass man geht, während man dann aber eben doch nicht geht‘ – analog zum ‚Brexit‘ der BritInnen, der sich schon drei Jahre lang hinzieht und nicht zu einem Ende kommt.“ | Ehrenmann/-frau, random, rauskickeln, nice, Influencer/Influencerin, tu normal, abloosen                                                                                             |
| 2018 | Oida                   | Genuin österreichisches Wort, das vom erstaunten Ausruf mit verschiedenen Bedeutungen bis zu einer wenig verhüllten Drohung reiche | nice, Bellgadse, Appler, gespidert, ghosten, fly sein, ragequit, Selfmord und zuckerbergen                                                                                           |
| 2017 | Hallo, I bims!         | Alternative Bezeichnung für Hallo, ich bin’s. Internetslang, durch die so genannte Vong-Sprache populär geworden. | ABL, Cipster, Disapointinger, instagrammen, Lauch, lit, snitch und vong |
| 2016 | Was ist das für 1 Life | Ausdruck von Jugendlichen, um Missstände anzuprangern und Unverständnis auszudrücken | voi, Gadse, ranzig, alabern, Tintling, dab/dabben und Darth vadern |
| 2015 | zach                   | Die ursprüngliche Bedeutung des Wortes „zäh“ wurde stark erweitert. Bei Jugendlichen wird es häufig verwendet für Dinge die mühsam, schwierig, problematisch usw. sind. | rumoxidieren, Netflix and chill, Tinderella, Gönnung, Swagetarier, Eskalation, Bestie, Squad, on fleek, sheesh, Smombie, Geil, Alpha-Kevin, Oida, läuft, Opfer, Alles klar, gönn dir |
| 2014 | Selfie                 | Selbstporträt, welches auf Armeslänge aus der eigenen Hand am Smartphone aufgenommen wird | Immatrikulationshintergrund, fail, Minuskind, Opfer, Photoshopmuskeln, snappen, Naturwollsocken, Scheck, dick                                                                        |
| 2013 | whatsappen             | Entstand durch die Internet-App „WhatsApp“, die besonders von Jugendlichen für den sozialen Austausch verwendet wird und bei diesen die SMS weitgehend verdrängt hat | Yolo, chüün |
| 2012 | leider geil            | Nach einem Lied der Gruppe Deichkind | Zehentanga, urkeksi |
| 2011 | liken                  | Über das Internetportal Facebook persönliche Vorlieben anzeigen | planking, egosurfen |
| 2010 | Kabinenparty           | Titel eines erfolgreichen österreichischen Hip-Hop-Liedes | [ 39 ] |

## Halbjahrhundertwort
Bei der ersten Wahl zum Wort des Jahres wurde 1999 zudem als „Halbjahrhundertwort“ Proporz gekürt, da dieser die Politik und das soziale Leben in Österreich seit 1945 entscheidend geprägt hat.

## Ortsname des Jahres
Im Jahr 2016 hat die Arbeitsgemeinschaft für Kartographische Ortsnamenkunde ähnlich dem Wort des Jahres erstmals einen Ortsnamen des Jahres gekürt. Für das Jahr 2015 wurde es Spielfeld als Synonym für das Dilemma Österreichs und Europas, einen Mittelweg zwischen menschlicher Hilfsbereitschaft gegenüber Flüchtlingen und praktischen Erfordernissen zu finden, wie die Begründung lautet.

## Börsenunwort des Jahres
Unabhängig von der Forschungsstelle für Österreichisches Deutsch wurde im Jahr 2017 von der Wiener Börse erstmals das Börsenunwort des Jahres unter rund 4000 Branchenvertretern ermittelt. Dieses ergab ein Votum für „Negativzinsen“. 2018 wählte die österreichische Finanz-Community „Strafzölle“, 2019 „Brexit“ und 2020 „coronabedingt“ zum Börsenunwort des Jahres. Das Börsenunwort 2021 wurde „Inflationsgespenst“.

## Weitere Wörter des Jahres
| Staat / Provinz | Wort                             | Unwort                             |
| --------------- | -------------------------------- | ---------------------------------- |
| Deutschland     | Wort des Jahres (Deutschland)    | Unwort des Jahres (Deutschland)    |
| Liechtenstein   | Wort des Jahres (Liechtenstein)  | Unwort des Jahres (Liechtenstein)  |
| Österreich      | Österreichisches Wort des Jahres | Österreichisches Unwort des Jahres |
| Schweiz         | Wort des Jahres (Schweiz)        | Unwort des Jahres (Schweiz)        |
| Südtirol        | Wort des Jahres (Südtirol)       | Unwort des Jahres (Südtirol)       |